# Otvai
Otvai is een bestuurslaag in het regentschap Alor van de provincie Oost-Nusa Tenggara, Indonesië. Otvai telt 1036 inwoners (volkstelling 2010).